# Az Eszement játékok epizódjainak listája
Ez a lista tartalmazza az Eszement játékok című amerikai ismeretterjesztő sorozat epizódjainak listáját.

## Összefoglaló
Az első évadhoz, illetve néhány különleges epizódhoz nem készült magyar szinkron.
Az első évad epizódjai egy óra hosszúak, a többi évad részei nagyjából fél órásak.
| Évad | Évad | Epizódok száma | Év   | Eredeti premier pontos dátuma |
| ---- | ---- | -------------- | ---- | ----------------------------- |
|      | 1    | 3              | 2011 | október 9.                    |
|      | 2    | 12             | 2013 | április 22.                   |
|      | 3    | 10             | 2013 | november 11.                  |
|      | 4    | 10             | 2014 | július 14.                    |
|      | 5    | 10             | 2015 | január 19.                    |
|      | 6    | 6              | 2015 | június 28.                    |
|      | 7    | 6              | 2016 | február 14.                   |

## 1. évad
| Sor. | Év. | Cím            | Premier          |
| --- | --- | -------------- | ---------------- |
| 1. | 1.  | Watch This!    | 2011. október 9. |
| Az epizód bemutatja, milyen sok különböző hatás eredményezi az általunk látott képet. A színek, fények, mozgások, a mélység és a hangok még tévézés közben is befolyásolják agyunk működését.                                                                                                   |     |                |                  |
| 2. | 2.  | Pay Attention! | 2011. október 9. |
| A részben bűvészek használják ki az agy azon tulajdonságát, hogy mikor a körülöttünk történő fontos eseményeket próbálja kiszűrni a sok közül, figyelmen kívül hagyja az apróbb részleteket, így manipulálhatóvá válunk.                                                                        |     |                |                  |
| 3. | 3.  | Remember This! | 2011. október 9. |
| A műsor szereplői arra próbálnak választ találni, miért vesznek el egyes információk memóriánkból, miért próbálja az agy kitölteni az elveszett emlékek által hagyott űrt hamis vizuális emlékekkel, illetve hogyan vagyunk képesek felismerni egy arcot akkor is, ha az digitálisan torzított. |     |                |                  |

## 2. évad
| Sor. | Év. | Cím                                         | Premier           |
| --- | --- | ------------------------------------------- | ----------------- |
| 4. | 1.  | Fókusz pókusz (Focus Pocus)                 | 2013. április 22. |
| Az epizód a periférikus látásra, illetve annak hiányosságaira fókuszál rá és mutat be kísérleteket. |     |                                             |                   |
| 5. | 2.  | Időzavarban (It's About Time)               | 2013. április 22. |
| A részben az idő érzékelését vizsgálják. Macskáknak villogó képeket vetítenek, játszanak a hang- és fénysebességgel, Apollo Robbins pedig zsonglőrbábukat használ, hogy megmutassa, mi történik, amikor az agynak nincs elég ideje feldolgozni a kapott információt. |     |                                             |                   |
| 6. | 3.  | Mozgásban (Motion Commotion)                | 2013. április 29. |
| Az evolúció során az agynak egy különleges érzéket kellett fejleszteni, hogy érzékelje a mozgást. A téma az, hogyan reagál agyunk a mozgásokra. |     |                                             |                   |
| 7. | 4.  | Ne féljetek! (Don't Be Afraid)              | 2013. április 29. |
| Az epizód a félelmet vizsgálja. Egy csapat önkéntessel látogatják meg New York City egyik legijesztőbb kísértetházát, ahol székbe kötözve kell kiállniuk kígyók, patkányok és csótányok támadását – legalábbis ők így gondolják.                                     |     |                                             |                   |
| 8. | 5.  | A meggyőzés ereje (Power of Persuasion)     | 2013. május 6.    |
| A rész megmutatja, milyen taktikákkal, trükkökkel oldják meg a hirdetők, hogy arra csábítsanak minket, amit ők akarnak. |     |                                             |                   |
| 9. | 6.  | Tudom, nem tudom (What You Don't Know)      | 2013. május 13.   |
| Egy tesztsorozat megmutatja, milyen keveset is ért meg agyunk abból, mi zajlik a körülötte lévő világban. A szereplőket arra kérték, magyarázzák el, hogy működik a cipzár, illetve megkérték őket, rajzoljanak egy kerékpárt.                                       |     |                                             |                   |
| 10. | 7.  | Férfi agy, női agy (Battle of the Sexes)    | 2013. május 20.   |
| Miért tűnik úgy, mintha a férfiak a Marsról, a nők a Vénuszról származnának? Valódik párosok gondolkodnak tesztek során keresztül, hogy megtudjuk, hogyan gondolkodik a két nem.                                                                                     |     |                                             |                   |
| 11. | 8.  | Ne higgy a szemednek! (Seeing Is Believing) | 2013. május 27.   |
| A tudósok felismerték, hogy az optikai illúziók a legmegfelelőbbek ahhoz, hogy megfigyeljék, hogyan működik az agy. Szórakoztató játékok értetik meg velünk, hogyan is építi fel agyunk saját valóságunkat.                                                          |     |                                             |                   |
| 12. | 9.  | Ön dönt (You Decide)                        | 2013. június 3.   |
| Agyunk naponta döntések többezreit hozza, az epizód pedig megpróbálja bemutatni, hogyan választunk például két kép közül egyet, csak aszerint a szempont szerint, hogy melyiket találjuk vonzóbbnak.                                                                 |     |                                             |                   |
| 13. | 10. | Agytorna (Use It or Lose It)                | 2013. június 10.  |
| Ahogy a legújabb kutatások bebizonyították, az agy hasonlít az izmokhoz: használni és dolgoztatni kell, hogy fitt és fiatalos maradjon. |     |                                             |                   |
| 14. | 11. | Illúziók, konfúziók (Illusion Confusion)    | 2013. június 17.  |
| A legtöbben úgy gondolják, hogy az optikai illúziók annak példái, hogy agyunk becsap bennünket. A részből kiderül, hogyan válnak előnyünkre ezek a jelenségek, hogy felfedjük agyunk egy mechanizmusát munka közben, mellyel megkülönböztethetjük a három dimenziót. |     |                                             |                   |
| 15. | 12. | A kis hazudós (Liar, Liar)                  | 2013. június 24.  |
| A tudósok azt állítják, nagyjából 20–200 alkalommal hazudunk egy nap, miközben őszintének gondoljuk magunkat. Arra keresik a választ, miért hazudunk, és mi történik az agyban ilyenkor.                                                                             |     |                                             |                   |

## 3. évad
| Sor. | Év. | Cím                                          | Premier            |
| --- | --- | -------------------------------------------- | ------------------ |
| 16. | 1.  | Vén agy, nem rossz agy? (Battle of the Ages) | 2013. november 11. |
| A legtöbben úgy gondolják, hogy a fizikai és szellemi képességek egyaránt romlanak az időmúlásával, ám vizsgálatok bebizonyították, hogy ez nem mindig igaz. Az öregedéssel egyes agyi funkciók javulnak, míg mások már nem fejlődnek tovább.                    |     |                                              |                    |
| 17. | 2.  | Színes világ (In Living Color)               | 2014. január 13.   |
| A világban folyamatosan találkozunk színekkel. Vajon miért van az, hogy az agy különböző színekhez különböző tárgyakat kapcsol? |     |                                              |                    |
| 18. | 3.  | A vonzás törvényei (Laws of Attraction)      | 2014. január 13.   |
| Miért szeretjük, amit szeretünk? Mi az a rejtett formula, ami alapján a több milliárdból egyes embereket vonzónak találunk? |     |                                              |                    |
| 19. | 4.  | Bízz bennem! (Trust Me)                      | 2014. január 20.   |
| Sokat elmond egy ember személyiségéről, mennyire bízik meg a másikban, miközben rengeteg helyről – tévéből, reklámokból, az internetről – azon dolgoznak, hogy becsapják agyunkat.                                                                               |     |                                              |                    |
| 20. | 5.  | Stressz-teszt (Stress Test)                  | 2014. január 27.   |
| Az epizódból kiderül, hogyan befolyásolja az agyat a stressz, illetve az hogyan vezet minket. Rengeteg külső tényező okoz stresszt számunkra nap-mint nap. Ám ennek van egy jó oldala is.                                                                        |     |                                              |                    |
| 21. | 6.  | Otthon a térben (What's Goning On?)          | 2014. február 3.   |
| Visszaemlékezéshez, hol parkoltunk le az autóval vagy a villanykapcsoló reggeli megtalálásához az agyban egy külön "navigációs rendszer" áll rendelkezésre. Az epizód bemutatja, hogyan működik az agy, miközben próbálunk rájönni, hol voltunk és hová tartunk. |     |                                              |                    |
| 22. | 7.  | Agyak iskolája (Retrain Your Brain)          | 2014. február 24.  |
| Vajon születéskori agyi képességeink fogságában élünk vagy azok javíthatók és fejleszthetjük képességeinket? Az agy képes olyan mozgást láttatni velünk, amely valójában nincs is ott. A rész az agy rejtett egyszerűsítéseit mutatja be.                        |     |                                              |                    |
| 23. | 8.  | Test és elme (Mind Your Body)                | 2014. március 3.   |
| A test és az elme rengeteg módon összeköttetésben állnak. Ezek gyakran összedolgoznak, néha azonban egymás legádázabb ellenségeiként viselkednek. |     |                                              |                    |
| 24. | 9.  | Versengési láz (In It to Win It)             | 2014. március 10.  |
| Amikor előléptetésre és az ezzel járó elismerésre vágyunk vagy csupán parkolóhelyet szeretnénk találni – minden nap versenyzünk. |     |                                              |                    |
| 25. | 10. | Kövesd a vezért! (Follow the Leader)         | 2014. március 17.  |
| Mindenki úgy gondolja, hogy egyedi, azonban viselkedésünk gyakran csupán más emberek cselekvéseinek másolata. |     |                                              |                    |

## 4. évad
| Sor. | Év. | Cím                                 | Premier             |
| ---- | --- | ----------------------------------- | ------------------- |
| 26.  | 1.  | Együttérzés (Compassion)            | 2014. július 14.    |
| 27.  | 2.  | Függőség (Addiction)                | 2014. július 14.    |
| 28.  | 3.  | Nyelv (Language)                    | 2014. július 21.    |
| 29.  | 4.  | Kockázat (Risk)                     | 2014. július 21.    |
| 30.  | 5.  | Nemek harca (Battle of the Sexes 2) | 2014. július 28.    |
| 31.  | 6.  | Babonaság (Superstitions)           | 2014. július 28.    |
| 32.  | 7.  | Gondolat-éhesen (Food)              | 2014. augusztus 4.  |
| 33.  | 8.  | Harag (Anger)                       | 2014. augusztus 11. |
| 34.  | 9.  | Sémák (Patterns)                    | 2014. augusztus 18. |
| 35.  | 10. | Intuíció (Intuitions)               | 2014. augusztus 25. |

## 5. évad
| Sor. | Év. | Cím                                | Premier           | Nézettség |
| ---- | --- | ---------------------------------- | ----------------- | --------- |
| 36.  | 1.  | Józan ész (Common Sense)           | 2015. január 19.  | 686 000   |
| 37.  | 2.  | Jobb és bal (Left vs. Right)       | 2015. január 19.  | 714 000   |
| 38.  | 3.  | Erkölcs (Morality)                 | 2015. január 26.  | 773 000   |
| 39.  | 4.  | Pénz (Money)                       | 2015. február 2.  | 743 000   |
| 40.  | 5.  | Természetfeletti (Paranormal)      | 2015. február 9.  | 711 000   |
| 41.  | 6.  | Memória (Memory)                   | 2015. február 16. | 699 000   |
| 42.  | 7.  | Tévhitek (Misconceptions)          | 2015. február 23. | 702 000   |
| 43.  | 8.  | Igazodási kényszer (Peer Pressure) | 2015. március 2.  | 575 000   |
| 44.  | 9.  | Logika (Logic)                     | 2015. március 9.  | 680 000   |
| 45.  | 10. | Arcok (Faces)                      | 2015. március 16. | 685 000   |

## 6. évad
| Sor. | Év. | Cím                                     | Premier          | Nézettség |
| ---- | --- | --------------------------------------- | ---------------- | --------- |
| 46.  | 1.  | Pozitív gondolkodás (Positive Thinking) | 2015. június 28. | 524 000   |
| 47.  | 2.  | Vigyázz, csaló! (Scams)                 | 2015. június 28. | 489 000   |
| 48.  | 3.  | Alvás (Sleep)                           | 2015. június 28. | 476 000   |
| 49.  | 4.  | Perspektíva (Perspective)               | 2015. június 28. | 481 000   |
| 50.  | 5.  | Ember vagy állat (Animal vs. Human)     | 2015. június 29. | 400 000   |
| 51.  | 6.  | Fantázia (Imagination)                  | 2015. június 29. | 475 000   |

## 7. évad
| Sor. | Év. | Cím                               | Premier           |
| ---- | --- | --------------------------------- | ----------------- |
| 52.  | 1.  | Hálózatos agyunk (Meet the Brain) | 2016. február 14. |
| 53.  | 2.  | The God Brain                     | 2016. február 21. |
| 54.  | 3.  | Bűnös agy (Brains Behaving Badly) | 2016. február 28. |
| 55.  | 4.  | Agyunk élete (Life of the Brain)  | 2016. március 6.  |
| 56.  | 5.  | Szuper érzékek (Super Senses)     | 2016. március 13. |
| 57.  | 6.  | Túlélő agy (The Survivor Brain)   | 2016. március 20. |

## Különleges epizódok
A Fair Game és a Try This at Home epizódok egy óra hosszúak.
| #  | Cím                                      | Premier             |
| -- | ---------------------------------------- | ------------------- |
| 1. | Test és elme/Agy és test (Mind vs. Body) | 2014. szeptember 5. |
| 2. | Brain Trust                              | 2014. szeptember 5. |
| 3. | Fair Game                                | 2015. január 12.    |
| 4. | Try This at Home                         | 2015. október 26.   |